# 민유중 선생 묘
민유중 선생 묘는 대한민국 경기도 여주시 북내면 상교리에 있다. 2011년 11월 7일 여주시의 향토유적 제5호로 지정되었다.

## 개요
민유중(1630~1687)은 숙종대의 척신(戚臣)으로 본관은 여흥, 자는 지숙(持叔), 호는 둔촌(屯村)이다. 강원도관찰사를 지낸 민광훈(閔光勳, 1595~1659)의 아들이며 문충공(文忠公) 민정중(閔鼎重, 1628~1692)의 동생이자 숙종(肅宗)의 계비(繼妃)인 인현왕후(仁顯王后) 민씨(閔氏)의 생부(生父)이다. 
당대의 대학자 우암(尤菴) 송시열(宋時烈, 1607~1689)과 동춘당(同春堂) 송준길(宋浚吉, 1606~1672)의 문인(門人)인데, 송준길은 그의 장인이기도 하다. 1650년(효종 1) 증광문과(增廣文科)에 급제 후 출사(出仕)하여 여러 관직을 지냈으며 1681년(숙종 7) 딸이 숙종의 계비로 간택되자 영돈령부사(領敦寧府事)가 되고 여양부원군(驪陽府院君)에 봉해졌다. 노론(老論)의 중심인물로 활약하였으며 사후 효종(孝宗)의 묘정(廟廷)에 배향되었고 시호는 문정(文貞)이다.
묘는 능현리 명성황후생가의 뒤쪽 구릉에 자리 잡고 있다. 비신의 앞면에 아름다운 촉체(蜀體), 즉 조선화된 송설체(松雪體)로 피장자의 신원을 써 놓았는데, 우측 상단에 작은 글씨로 “어필(御筆)”이라 표기되어 있어 숙종(肅宗)의 친필임을 알 수 있다. 정확한 연대가 없지만 전후 사정으로 보아 1687년(숙종 13)에 조성한 것으로 추정된다.
묘역 아래 명성황후생가의 우측에는 귀부개석(龜趺蓋石) 양식의 신도비가 당당하게 서 있다. 귀부(龜趺)가 매우 사실적이고 역동적이며 머리가 좌측으로 돌아간 것이 특징이다. 용두화(龍頭化)된 머리위에는 “왕(王)”자가 선명하게 새겨져 있다. 비문은 권상하(權尙夏, 1641~1721)가 선(폶)하고 큰아들인 민진후(閔鎭厚, 1659~1720)가 서(書)하였다. 둘째아들 민진원(閔鎭遠, 1664~1736)이 “영돈령부사(領敦寧府事) 여양부원군(驪陽府院君) 증영의정(贈領議政) 시문정(諡文貞) 민공신도비(閔公神道碑)”라고 쓴 전액(篆額)을 통해 민유중의 신도비임을 알 수 있다.  민유중 묘와 신도비는 숙종의 국구(國舅)라는 그의 신분을 감안할 때, 왕실의 공장(工匠)들이 참여한 당대 최고의 역사(役事)였을 것으로 추정된다. 따라서 조선시대 묘제(墓制)와 석조미술사(石造美術史) 연구의 귀중한 자료로 평가된다.